# Kozminci
Kozminci so naselje v Občini Podlehnik.